# Ambassade de Colombie en Belgique
L'ambassade de Colombie en Belgique est la représentation diplomatique de la République de Colombie auprès de la Belgique et de l'Union européenne. Elle est également accréditée pour le Luxembourg.
L'ambassadeur est, depuis 2019, Felipe García Echeverri.

## Ambassade
Elle est située avenue Franklin Roosevelt,  à Solbosch (Région de Bruxelles-Capitale).